# 중세의 가을

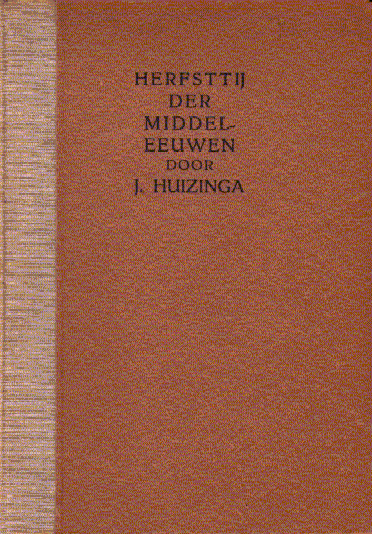

《중세의 가을》(네덜란드어: Herfsttij der Middeleeuwen)은 1919년에 네덜란드의 역사가 요한 하위징아가 발표한 역사 책으로, 그의 명성을 확립시켜 준 걸작이다.
부제 ‘14-15세기 프랑스, 네덜란드에서의 생활형식과 정신형식의 연구’가 말해주듯, 14-15세기의 이 지방 문화는 르네상스의 싹이 트는 것을 보여주었다기보다 오히려 중세의 종말을 보여준 것이라고 주장한다. 저자에 의하면 한 시대의 현저한 특징은 그 종말에 가장 명확히 나타난다. ‘가을’은 한 시대의 쇠퇴를 의미하는 동시에 시대정신이 극한 상태에서 선명하게 드러나는 때를 가리키는 것이다.
내용은 22장으로 나누어졌고, 각 장이 독립된 단편처럼 보이나, 그것은 마치 만화경(萬華鏡)에 비치는 그림과 같은 것으로서, 동요하는 것, 한정할 수 없는 것, 다의적인 것 속에서 역사의 본질은 탐구되어야 하는 것이다. 취급된 주제는 생활의 기조, 생활감정과 그 표현형식으로서, 이러한 점에서는 《이탈리아에 있어서의 르네상스 문화》의 저자 부르크하르트의 방법을 계승하고(이러한 의미에서 그를 ‘20세기의 부르크하르트’라고 부른다) 있으나 부르크하르트가 르네상스를 명확히 중세로부터 구별하고 근대적이며 자유로운 정신운동이라고 본 데 대해, 하위징아는 르네상스 속에서 새로운 문화와 과거의 것이 뒤섞여 있음을 인정하려고 한다.

## 참고 자료
- 이 문서에는 다음커뮤니케이션(현 카카오)에서 GFDL 또는 CC-SA 라이선스로 배포한 글로벌 세계대백과사전의 내용을 기초로 작성된 글이 포함되어 있습니다.